# دينا ميزا
دينا ميزا (بالإسبانية: Dina Meza)‏ هي صحفية وناشطة حقوق الإنسان هندوراسية، ولدت في 1962 في Cofradía, Cortés ‏ في هندوراس.